# Ono (film 1989)
Ono (Оно) è un film del 1989 diretto da Sergej Ovčarov.

## Trama
Il film racconta la storia dello sviluppo della città di Glupov.